# Arrest APV Tilburg
APV Tilburg (HR 28 november 1950, NJ 1951/137) is de roepnaam van een op 28 november 1950 door de Nederlandse Hoge Raad gewezen arrest dat betrekking heeft op de uitleg van artikel 7 van de Nederlandse Grondwet van 1948 (thans artikel 7, eerste lid, van de Grondwet: de vrijheid van drukpers).

## Casus
De verdachte was in 1948 werkzaam als agent voor de Algemene Spoorwegboekhandel en als zodanig belast met de verkoop van boeken en tijdschriften in een kiosk op Station Tilburg. Onder de tijdschriften die hij aanbood, bevond zich het blad 'Adam'. De verdachte werd vervolgd omdat "de afbeeldingen voorkomende op pagina 31 en 32 in dat geschrift geschikt waren om de zinnelijkheid te prikkelen". Daarmee overtrad hij artikel 15quater van de Algemene Politieverordening van de gemeente Tilburg, waarin werd strafbaar gesteld het op of aan de weg of in voor het publiek toegankelijke lokaliteiten geschriften, geschikt om de zinnelijkheid te prikkelen, ten verkoop voorhanden te hebben.

## Rechtsvraag
Is art. 15quater van de Algemene Politieverordening (APV) van Tilburg een wet in formele zin? (Nee) 

## Procesgang
De advocaat van de verdachte betoogde dat artikel 15quater APV onverbindend is, omdat deze in strijd was met artikel 7 van de Grondwet, luidende:

Niemand heeft voorafgaand verlof nodig, om door de drukpers gedachten of gevoelens te openbaren, behoudens ieders verantwoordelijkheid volgens de wet.
— Artikel 7 van de Grondwet voor het Koninkrijk der Nederlanden (1948).

### Rechtbank
De rechtbank Breda overwoog in hoger beroep, in lijn met het betoog van de raadsman, dat uit de terminologie van de Grondwet volgt dat het woord 'wet' slechts kon slaan op wetten in formele zin, nu naast de term 'wet' tevens termen als 'algemene maatregelen van bestuur', 'verordeningen' en 'besluiten' gebezigd worden en dit onderscheid anders zinloos zou zijn. Bovendien zou dit bij een bepaling als artikel 180 tot de consequentie leiden dat een gemeentebestuur de afkondiging van kerkelijke voorschriften zou kunnen beletten (dat deze opvatting onjuist is noemde de rechtbank luce clarius: helderder dan het licht).
Op 29 november 1949 wees de rechtbank vonnis. Hij verklaarde het tenlastegelegde bewezen en, met vernietiging van het vonnis van de Tilburgse kantonrechter van 21 juni 1949, ontsloeg verdachte van alle rechtsvervolging omdat artikel 15quater APV een onverbindende verbodsbepaling is, nu een dergelijke beperking van de vrijheid van drukpers slechts bij een wet in formele zin gegeven kan worden, zodat het bewezenverklaarde niet strafbaar is.
Het openbaar ministerie stelde beroep in cassatie in bij de Hoge Raad.

### Hoge Raad
Met verwijzing naar de geschiedenis van artikel 7, waaronder begrepen de Déclaration des Droits de l’Homme et du Citoyen en het Voorstel der Negenmannen, verwerpt de Hoge Raad de eerste twee door het openbaar ministerie aangevoerde gronden dat artikel 15quater van de APV niet onverbindend zou zijn, nu het woord 'wet' inderdaad slechts betrekking heeft op wetten in formele zin. De Hoge Raad zegt dit met zoveel woorden door te overwegen:

dat dit (verwijzende naar de wetsgeschiedenis, red.) noch daarop wijst, dat in dit Grondwetsartikel onder 'wet' de oudtijds als politie-reglementen bekend staande bepalingen zouden moeten worden begrepen, noch daarop dat het artikel in het licht der geschiedenis zijner totstandkoming ook aan lagere wetgevers zou toestaan drukpersdelicten te scheppen, zodat de eerste twee aangevoerde gronden moeten worden verworpen[.]

De Hoge Raad legt artikel 7 vervolgens zo uit dat daarin is neergelegd het grondrecht "van een ieder om, zonder voorafgaand verlof der Overheid, gedachten en gevoelens door middel van de drukpers te uiten zo dat zij voor anderen kenbaar zijn" en tevens daarbij hoort het recht van eenieder "om een gedrukt geschrift en het daarin gedrukte, door het te verspreiden, openlijk ten toon te stellen of door enig ander middel, in het openbaar aan het publiek bekend te maken". Aldus erkent de Hoge Raad enerzijds het recht op openbaarmaking en anderzijds het daaraan ondergeschikte recht op verspreiding.
Het verspreidingsrecht is volgens de Hoge Raad onmisbaar voor, maar ondergeschikt aan het openbaringsrecht en kan aan andere (en lagere) regelgeving onderworpen worden. Deze lagere regelgeving kan betrekking hebben op de tijd, plaats of wijze van verspreiding, maar niet op de inhoud van de geopenbaarde gedachte. Deze beperking mag volgens de Hoge Raad nooit zo ver gaan dat een bepaald middel van verspreiding in het algemeen verboden wordt. 
Nu artikel 15quater APV wel een algeheel verbod ten aanzien van bepaalde geschriften bevatte verklaarde de rechtbank deze bepaling, naar het oordeel van de Hoge Raad, terecht onverbindend. Het cassatieberoep wordt verworpen.

## Relevantie
Het arrest APV Tilburg is in de eerste plaats van belang omdat de Hoge Raad bevestigt dat het woord 'wet' in de Grondwet betrekking heeft op wetten in formele zin.
Het onderscheid dat de Hoge Raad maakt tussen enerzijds het recht te openbaren en anderzijds het recht te verspreiden is een verduidelijking van eerdere jurisprudentie, in het bijzonder HR 7 november 1892, W 6259, waarin de Hoge Raad bepaalde dat artikel 7 wel staatscensuur uitsloot, maar ook omvat het voorafgaand verlof van de overheid om een gedrukt geschrift openbaar te maken door het te verspreiden. Deze formulering, waarin gelezen kan worden dat verspreiding onder 'openbaren' valt, zou betekenen dat de verspreiding van geschriften slechts door de formele wetgever beperkt kan worden. De verduidelijking bestaat erin dat het recht om gedachten en gevoelens door de drukpers te openbaren de eigenlijke inhoud van artikel 7 Gw vormt, waarvan de inhoud door de formele wetgever achteraf (de grondwet verbiedt immers censuur of de eis van goedkeuring vooraf) strafbaar gesteld mag worden, terwijl het recht om reeds gedrukte geschriften in het openbaar aan het publiek bekend te maken een connex recht is dat aan andere regels onderworpen kan zijn. Aldus mogen lagere overheden het verspreidingsrecht beperken, zij het niet op grond van de inhoud. Dat laatste is voorbehouden aan de formele wetgever. Ook mag een middel (bijvoorbeeld folderen) niet in het algemeen verboden worden.